# 태봉산성지
태봉산성지는 대한민국 경기도 포천시 영중면 성동리에 있다. 1986년 4월 9일 포천시의 향토유적 제29호로 지정되었다.